# Famenne
Famenne är en dal i Belgien.   Den ligger i regionen Vallonien, i den sydöstra delen av landet, 100 km sydost om huvudstaden Bryssel.
I omgivningarna runt Famenne växer i huvudsak blandskog. Runt Famenne är det ganska glesbefolkat, med 47 invånare per kvadratkilometer.